# Lutetiumtantalat
Lutetiumtantalat ist eine chemische Verbindung des Lutetiums aus der Gruppe der Tantalate.

## Gewinnung und Darstellung
Lutetiumtantalat kann durch Reaktion von Lutetium(III)-oxid mit Tantal(V)-oxid gewonnen werden.

## Eigenschaften
Lutetiumtantalat ist ein kristalliner Feststoff. Er besitzt eine monokline Kristallstruktur mit der Raumgruppe P2/a (Raumgruppen-Nr. 13, Stellung 3). Bei höheren Temperaturen ändert sich die Kristallstruktur in eine zweite Phase.

## Verwendung
Lutetiumtantalat wird als Lumineszenzmaterial im Röntgenbereich verwendet.